# Ballydehob
Ballydehob (iriska: Béal an dá Chab) är en ort i Cork på Irland. Ballydehob ligger vid kusten cirka 30 kilometer öster om Mizen Head på Irlands sydvästra punkt.
Samhällets mest kända invånare var den kända wrestlaren Danno Mahony. Han vann NWAs världstitel av Jim Londos i Boston den 30 juni 1935, och han var känd som the Irish Whip efter hans speciella sätt att kasta. En av de många pubarna i Ballydehob är namngiven efter honom, och där finns även en bronsstaty för att hedra honom.